# 194 (tal)
194 är det naturliga talet som följer 193 och som följs av 195.

## Inom vetenskapen
- 194 Prokne, en asteroid

## Inom matematiken
- 194 är ett jämnt tal.
- 194 är ett semiprimtal.
- 194 är ett palindromtal i det ternära talsystemet.
- 194 är summan av två kvadrater: 132 + 52
- 194 är det minsta talet som kan skrivas på fem sätt som summan av tre kvadrater